# ديفيد ليترمان
ديفيد مايكل ليترمان (بالإنجليزية: David Letterman، ولد في 12 أبريل 1947)‏ هو مقدم راديو وتلفزيون، وكوميديان وكاتب، ومنتج، وممثل أمريكي سابق.
قدم ليترمان برنامجه الحواري آخر الليل لمدة 33 سنة، بدايتها كان في 1 فبراير, 1982, بدأ ظهور برنامج في آخر الليل مع ديفيد ليترمان على قناة سي بي إس، وإنتهى في 20 مايو، 2015، يبث برنامجه العرض المتأخر مع ديفيد ليترمان على قناة سي بي إس. في الاجمالي، قدم ليترمان حوالي 6,028 حلقة في كلاً من في آخر الليل مع ديفيد ليترمان والعرض المتأخر مع ديفيد ليترمان، متجاوزاً صديقه ومعلمه جوني كارسون بأطول فترة يقضيها مقدم برامج حوارية في تاريخ التلفزيون الأمريكي نسبةً لبرنامجه آخر الليل مع ديفيد ليترمان. في 1996, احتل ليترمان المرتبة 45 من 50 في مجلة غايد تي في كأعظم نجوم تلفزيون في كل العصور.
وليترمان أيضاً منتج تلفزيوني وسينمائي حيث تنتج شركته ورلد وايد بانتس (بالإنجليزية: Worldwide Pants)‏ برنامجه المنوع بالإضافة إلى البرنامج الذي يتلوه العرض المتاخر جداً مع كريغ فيرغسون (بالإنجليزية: The Late Late Show with Craig Ferguson)‏ كما أنتجت الشركة عدة مسلسلات كوميدية عُرضت وقت الذروة كان أنجحها الجميع يحب رايموند (بالإنجليزية: Everybody Loves Raymond)‏ والتي تعيد بثه حالياً قنوات عدة. قال مقدم برنامج آخر الليل خليفة ديفيد ليترمان في عرض آخر الليل وجيمي كاميل أنهم تأثروا به كثيراً.

## وصلات خارجية
- السيرة الذاتية لديفيد ليترمان على موقع برنامج العرض المتأخر مع ديفيد ليترمان (بالإنجليزية فقط)

- ديفيد ليترمان على مشروع الدليل المفتوح
- ديفيد ليترمان على موقع IMDb (الإنجليزية)
- ديفيد ليترمان على موقع الموسوعة البريطانية (الإنجليزية)
- ديفيد ليترمان على موقع روتن توميتوز (الإنجليزية)
- ديفيد ليترمان على موقع مونزينجر (الألمانية)
- ديفيد ليترمان على موقع ألو سيني (الفرنسية)
- ديفيد ليترمان على موقع ميوزك برينز (الإنجليزية)
- ديفيد ليترمان على موقع أول موفي (الإنجليزية)
- ديفيد ليترمان على موقع قاعدة بيانات الأفلام السويدية (السويدية)
- ديفيد ليترمان على موقع إن إن دي بي (الإنجليزية)
- ديفيد ليترمان على موقع أول ميوزيك (الإنجليزية)
- أخبار مُجمّعة وتعليقات عن ديفيد ليترمان في موقع صحيفة نيويورك تايمز.
- David Letterman's Feb. 24, 1978 appearance on 90 Minutes Live from شبكة سي بي سي
- Official Late Show biography from سي بي إس
- 1999 article on Letterman from صالون